# 罗伯坎特利猪笼草
罗伯坎特利猪笼草（学名：Nepenthes robcantleyi）又名黑宝特猪笼草，是菲律宾棉兰老岛特有的热带食虫植物。其与宝特瓶猪笼草（N. truncata）之间存在着密切的近缘关系，曾被认为是宝特瓶猪笼草的一个深色高地变型。产于婆罗洲的维奇猪笼草（N. veitchii）也被认为与之近缘。
罗伯坎特利猪笼草的捕虫笼巨大，可高达40厘米，宽至10厘米。花序可长达2.5米，为猪笼草属中花序最长的。但其植株本身并不高，也不会攀援。
其种加词来源于罗伯特·坎特利。他发现、繁殖并引种了该物种。

## 植物学史

### 发现
1997年1月，罗伯特·坎特利在菲律宾棉兰老岛的偏远山区中发现了罗伯坎特利猪笼草。罗伯特·坎特利考察此地其实是为了为其苗圃收集宝特瓶猪笼草的种子。该地区处于伐木许可范围内，罗伯特·坎特利的采集也是在具有伐木许可权的公司的负责人陪同下进行的。
在一座小山的顶部附近，罗伯特·坎特利找到了一些典型的宝特瓶猪笼草植株，同时也发现了两株较特殊的未知类群。其捕虫笼的颜色非常深，笼翼发达，唇宽且扩展，叶的形态与宝特瓶猪笼草非常类似，所以该类群被假定为宝特瓶猪笼草的高地变种。这些植株中有一株带有一枝已成熟的果序，但“绝大部分”的种子都已散去。罗伯特·坎特利收集了剩下的少量种子。这两棵野生植株生长于阳光直射处，直径达1.5米，“并未成年”——由于捕虫笼几乎为纯黑色，之后其就被称之为“黑宝特瓶猪笼草”。
在罗伯特·坎特利考察后（1997年）不久该地区就被破坏清理，发现的原始分布现已消失，之后两年间都未在该地发现任何个体。

### 园艺种植

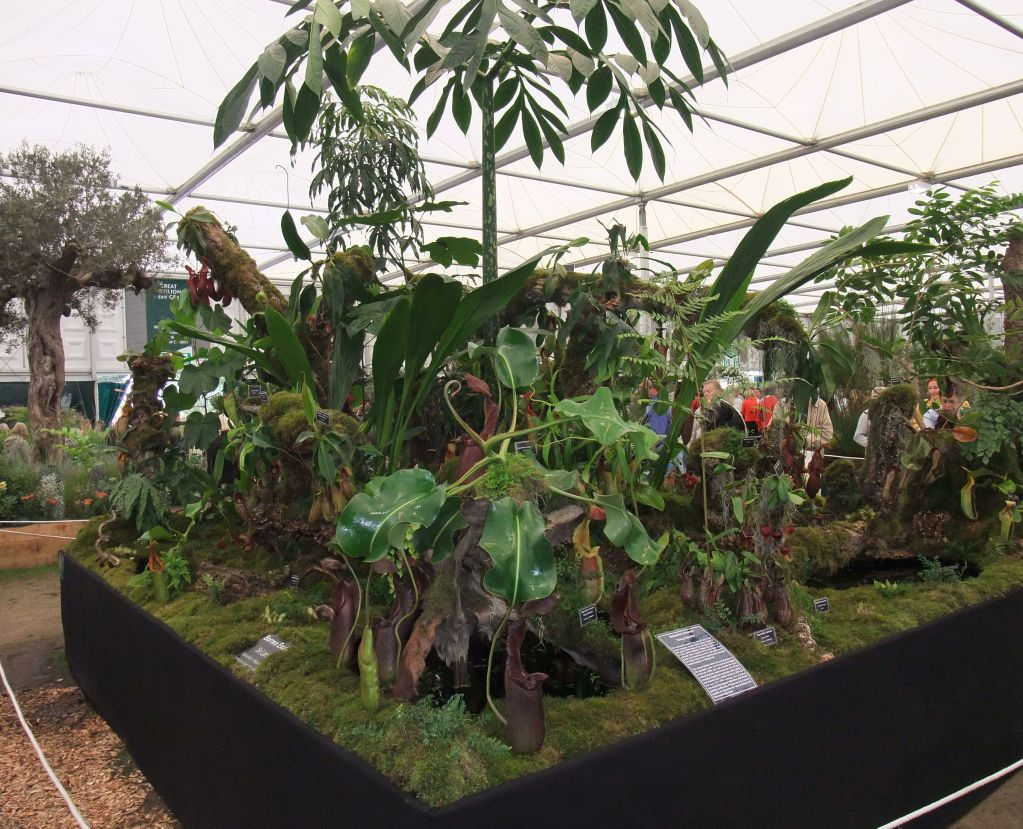
2011年切尔西花展中展示的罗伯坎特利猪笼草

罗伯特·坎特利采集到的种子成功萌发。得到的植株在形态特征及颜色上都与在野外发现的那两棵植株极其相似（虽然唇的颜色上有些许差别）。最初其被认为是宝特瓶猪笼草的极端变种，所以在Borneo Exotics的网站上也如此标记。
在马丁·奇克的描述论文中提到，其仅存在9株来自原始种子的植株。罗伯特·坎特利之后更正其实际上存在11株原始个体：4株位于美国（托尼·帕劳贝克），1株位于日本（山田真也），6株位于Borneo Exotics。
这6株位于Borneo Exotics的个体构成了所谓的“皇室家族”，包括“红心皇后”、“皇社”、“黑桃王子”、一个未名雌性植株，及剩下2个未名雌雄的植株。“红心皇后”及“黑桃王子”在栽培中一起开花，并进行了杂交，之后Borneo Exotics出售了这些植株，这就是之后该物种几乎所有的栽培来源。共培育出约3000株种苗。其在2009年间成功商业化。
罗伯坎特利猪笼草，特别是“红心皇后”个体，为Borneo Exotics公司在切尔西花展中赢得了金奖。其还出现在其他展览中，包括2008年新加坡花园节。
据称罗伯坎特利猪笼草在典型高地环境下是一种容易种植的物种，日间温度可达25℃，夜间温度降至12℃，强光照。适当栽培条件下，捕虫笼与叶片的长度比可大于1。

### 正式描述
邱园植物学家马丁·奇克在《北欧植物学杂志》（Nordic Journal of Botany）中正式描述了罗伯坎特利猪笼草。该正式描述做为一份独立的分页预印本出版于2011年12月1日，但该期刊的正式刊本出版于2012年1月6日（仍写2011年）。根据有效出版日期，其发表日期为2011年。
编号为“Cheek 15877”的标本被指定为模式标本，存放于英国伦敦邱园（K）。一份等模标本则存放于菲律宾马尼拉的菲律宾国家植物标本馆（PNH）中。“Cheek 15877”号标本采集于2010年7月15日，其来源于罗伯特·坎特利1997年野外采集的种子。标本植株为“红心皇后”，由罗伯特·坎特利提供。罗伯特·坎特利还为马丁·奇克提供了其他成年植株的特写照片及1997年1月在野外拍摄的照片（显示其野生原始植株）。

### 可能的再发现
安迪·史密斯（Andy Smith）及其同事于2011年发现的了一种类似于罗伯坎特利猪笼草的类群，但由于其附生的习性，所以他们在当时仅能从较远处进行拍摄。2013年，安迪·史密斯移栽了一株该类群的植株，并进行了仔细的观察，该类群在形态学上与罗伯坎特利猪笼草很相似，可能为同一物种。
該類群後來被命名為云雾猪笼草。

## 形态特征
罗伯坎特利猪笼草为高0.5米至1米的灌木；未记录到攀援特性。茎为圆柱形，成年植株的茎直径约2厘米，节间距约1.5至2.5厘米。短节间距使得叶片基部形成小环痕。腋芽不明显。

### 叶
罗伯坎特利猪笼草的叶厚，皮质，并具有特殊形态的叶柄。叶片为长圆形至椭圆形，长28.5厘米，宽26.5厘米。叶尖为截形、渐尖或锐尖，沿笼蔓下延2至3厘米，较宽。笼蔓附着处不为盾形。叶基为心形，具槽，深2.1至3.2厘米。叶柄高度明显，极长，可达23厘米。叶柄近叶片处宽0.8至1.0厘米，近基部宽约2厘米。叶柄近基部具翼状槽；使得叶柄看起来似圆柱形。叶柄基部环抱茎周长的四分之三，宽3至5厘米。叶片中脉两侧存在2至4条目明显的纵脉。羽状脉不明显。笼蔓粗（直径可达7毫米）且不卷曲，即使是茎顶部的笼蔓也如此。

### 捕虫笼

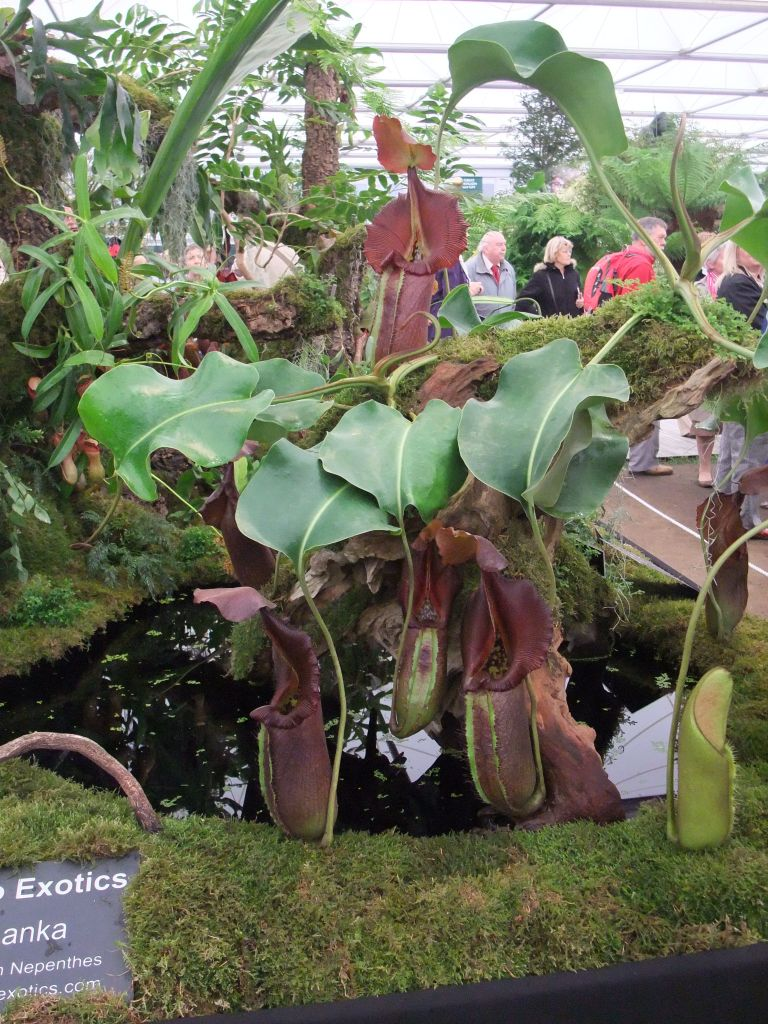
2011年切尔西花展上展出的两株罗伯坎特利猪笼草

罗伯坎特利猪笼草的下位笼仅短暂出现于植株产生成熟捕虫笼（中位笼）前。成熟捕虫笼的尺寸极大：可高达33.0厘米，宽至9.5厘米。其大致为圆柱形，基部最宽（可达9厘米），近唇处略窄（可达8.5厘米）。捕虫笼腹面具一对宽约10毫米的笼翼。笼翼具长10至12毫米的流苏，间距为3至4毫米。笼口为倒心形，多少倾斜，前部水平，中部隆起约1厘米（少数可达3厘米），后部极具上升，形成前曲的唇颈，所以从侧面观，笼口为凹状。唇颈顶部距离笼口约12厘米。罗伯坎特利猪笼草的唇极其发达，唇翻折，外部略微波浪状。其唇也可能平展（如“红心皇后”），但其成熟捕虫笼的唇通常翻折。唇前部宽约2厘米，中部宽约5厘米，后部宽6至9厘米，少数可达10厘米，使其称为猪笼草属内唇最宽的物种。唇肋高1.0至1.5毫米，间距约为1.5毫米。唇内缘具唇齿，长3至4毫米，唇颈中部的唇齿较小（长约2毫米）向外反折，呈45°。
笼盖为宽卵形至近圆形，长宽均约为9.5厘米。笼盖多少水平，由鱼缸长约5毫米，宽约3毫米的圆柱支持。笼盖末端尖，基部浅，后突然转为心形，存在一个宽2厘米，深5至8毫米的槽。笼盖下表面基部存在突出的附属物。其为侧扁，大致为半圆形，长约13毫米，宽约4毫米。其发源于存在于笼盖下表面中线的长约2.5厘米的笼盖骨（高3至5毫米）。笼盖骨类似于“隆起的中脉”，结束于距离笼盖末端7毫米处的第二附属物。第二附属物为圆柱形，较基部附属物小得多，宽约3毫米，高约2毫米。较大的基部附属物处于笼盖上表面内凹处对应位置。该卵形的凸台长约4厘米，宽约3厘米，相对于笼盖其他部分高约1厘米。连接笼盖骨，形成一个相当刚性的结构。下表面凸出处存在许多较大的蜜腺，其他部分不存在。基部附属物部分蜜腺为半球形或球形，直径0.15毫米；其余蜜腺为椭圆形，长约0.5毫米，宽约0.3毫米。笼盖下表面其他部分也存在蜜腺，尺寸较小（直径约0.05毫米），分布稀疏。少量蜜腺呈红色。笼盖基部的后方存在发达的笼蔓尾，不分叉，粗，尖端为截形至凹形。其长可达12毫米，直径可达1.5毫米。
罗伯坎特利猪笼草只有觀察到下位籠與中位籠，並不會出現笼蔓捲曲且缺乏翼的標準上位笼。

### 花序
罗伯坎特利猪笼草的花序为总状花序，每个花梗具两朵花。
罗伯坎特利猪笼草的雄性花序可能是食虫植物中最长的。其可长达2.13米，总花梗可长达97厘米。花序轴具100至130个具两朵花的花梗，间隔6至8毫米（极少数无间隔）。花梗无苞片，基部长5至12毫米，分支长30至36毫米。花被片为椭圆形，长4至6毫米，宽3至4毫米。雄蕊长5至5毫米，花药为亮黄色，长1至2毫米，宽2至3毫米。雄花的颜色会随着花朵开放时间变化，花被片最初为绿色，基部为红色，最终变为紫色，雄蕊则由暗红色变为鲜红色。
雌性花序较短，但仍可长达140厘米。与雄株一样，其总花梗也可达97厘米。雌花较稀疏，每个花序仅具约35个花梗。花梗具2朵花，间隔17至55毫米，但少数极靠近或紧贴。花梗基部长19至28毫米，分支长20至30毫米。花梗基部距离花轴附着处4至10毫米处具苞片。苞片为丝状至线形，展开至反折，长4至6毫米，花序基部的苞片较长。花被片为长圆形至椭圆形，展开至反折，为淡绿色。长6至8毫米，宽3至4毫米。子房为椭圆形，长3毫米，宽9毫米。
由于作者未观察到果实与种子，所以模式描述中未包含果实与种子的描述。

### 毛被
罗伯坎特利猪笼草具有大量红褐色的短毛被，呈树突状，长约0.5毫米。其稀疏分布于叶片及捕虫笼上部的表面，花序表面的毛被则极其稀疏，但发育中的叶片的毛被则非常致密。

### 颜色
捕虫笼的笼身为红褐色至近黑色，少数具有绿色的笼翼。唇同样为暗色，一般为均匀的红褐色或黑色，内缘则为淡绿色。笼盖上表面为暗红色至黑色。笼盖下表面中线及靠近基部附属物为淡绿色，边缘为亮绿色至暗红色。由笼口正面看捕虫笼内表面为亮绿色具紫色斑点。捕虫笼一般具光泽。

## 争议
鉴于坎特利最初观察到的标本数量较少，有人猜测罗伯坎特利猪笼草可能是一种自然杂交种。 Martin Cheek在该种的描述中考虑了这种可能性，并在接受宝特瓶猪笼草作为可能的亲本种的同时，他认为，没有任何一种已知的原产于菲律宾的猪笼草物种可以作为一个拟定的亲本解释罗伯坎特利猪笼草的特征。维奇猪笼草作为婆罗洲特有种被认为是可能的亲本。此外，罗伯坎特利猪笼草表现出许多相对于宝特瓶猪笼草和维奇猪笼草所特有的特征。Cheek推测，罗伯坎特利猪笼草可能是从一种与维奇猪笼草类似的植物演化而来的。 
但在2011年，斯图特尔·麦克弗森在棉兰老岛发现了一群外观与罗伯坎特利猪笼草相似的植物，它附生于树上，这些植物后来被描述为云雾猪笼草（N. nebularum）。澳大利亚Exotica Plants苗圃的老板Geoff Mansell和兰花分类学家Wally Suarez在2016年的食虫植物协会期刊上发表文章介绍该物种，并指出，基于多种因素，罗伯坎特利猪笼草可能是由宝特瓶猪笼草（N. truncata）和云雾猪笼草（N. nebularum）交产生的自然杂交种：首先，不同个体的罗伯坎特利猪笼草之间存在着很多细微的不同特征，并不是每一株都符合Cheek的描述，且这些特征与宝特瓶猪笼草的某些个体相吻合或介于这两个拟定的亲本种之间，同时罗伯坎特利猪笼草的子二代和子三代也存在有畸形和弱苗的现象，这些子代形态变化也很大，疑似性状分离。Geoff也对此撰写了一篇文章，名为《Nepenthes robcantleyi: A natural hybrid》。然而， 宝特瓶猪笼草（N. truncata）和云雾猪笼草（N. nebularum）之间的产生的园艺杂交品种并不符合罗伯坎特利猪笼草的特征，再加上罗伯坎特利猪笼草已经在新的地方发现，这表明罗伯坎特利猪笼草可能是与该论文当中假定的两个亲本密切相关而又有所界限的物种。

## 扩展阅读
- 食虫植物照片搜寻引擎中罗伯坎特利猪笼草的照片 （页面存档备份，存于）
- Borneo Exotics网站内罗伯坎特利猪笼草的信息 （页面存档备份，存于）
- 热带食虫植物论坛内的讨论 （页面存档备份，存于）

 维基共享资源上的相關多媒體資源：罗伯坎特利猪笼草